# Dzieło D-6 Twierdzy Modlin
Dzieło D-6 – jedno z dzieł pośrednich pierścienia zewnętrznego Twierdzy Modlin, wzniesione w latach 1912–1915 w ramach rozbudowy twierdzy. Obecnie z umocnienia zostało niewiele. Część betonowej konstrukcji jak i ziemnej struktury wciąż widoczna – znajduje się na skraju lasu za wsią Falbogi Borowe a bliżej wsi Śniadówko.